# Принцесса Монако
«Принцесса Монако» (англ. Grace of Monaco) — американский биографический фильм о жизни Грейс Келли, снятый режиссёром Оливье Дааном. Главную роль исполняет Николь Кидман. В других ролях снялись Тим Рот, Фрэнк Ланджелла, Паркер Поузи, Дерек Джейкоби, Пас Вега, Роджер Эштон-Гриффитс и Майло Вентимилья. 14 мая 2014 года лента открыла 67-й Каннский кинофестиваль, где была разгромлена кинопрессой

## Сюжет
Фильм рассказывает историю голливудской актрисы Грейс Келли, ставшей княгиней Монако, после замужества с князем Ренье III. В 1962 году замужняя Грэйс неожиданно сталкивается с кризисом личности — муж занимается государством, двор Монако её не принимает, да к тому же приезжает А. Хичкок и предлагает своей любимице роль в фильме «Марни». Келли принимает единственно верное решение — верность и честь.

## В ролях
- Николь Кидман — Грейс Келли (княгиня Монако)
- Тим Рот — князь Ренье III
- Фрэнк Ланджелла — отец Фрэнсис Такер
- Паркер Поузи — Мадж Тиви-Фауко
- Майло Вентимилья — Руперт Аллен
- Дерек Джейоби — граф Фернандо Д’Элиерес
- Пас Вега — Мария Каллас
- Джеральдин Сомервилль — принцесса Антуанетта
- Жанна Балибар — графиня Бачиокки
- Николас Фаррелл — Жан-Чарльз Рэй
- Роберт Линдси — Аристотель Онассис
- Роджер Эштон-Гриффитс — Альфред Хичкок
- Флора Николсон — Филлис Блам
- Андре Панверн — Шарль де Голль

## Съёмки
В 2011 году сценарий, написанный Арашем Амелем, попал в Голливудский чёрный список сценариев и был назван одним из самых лучших неиспользованных сценариев. Сценарий был приобретён на торгах Пьерром-Анджем Ле Погамом.
Съёмки картины начались 12 сентября в городе Ментоне во Франции. 29-30 октября съёмочную группу видели у «Казино» в Монте-Карло в Монако. Также съёмки картины проходили в Генуе в Италии.

## Реакция
От семьи Гримальди (прямые потомки князя и княгини Ренье) на премьере фильма в Каннах никто не присутствовал. Многие люди, включая княжескую семью Монако, посчитали, что фильм был чрезмерно драматичным, имел исторические ошибки и не имел глубины. С точки зрения наследников кинолента сильно искажает реальную историю. Картина была крайне негативно встречена критиками. В прокате она также провалилась, собрав только 26 млн долларов при бюджете в 30 млн.